# Мученики Ираклий, Павлин и Венедим
Ираклий, Павлин и Венедим (греч.  ῾Ηράκλειος, Παυλῖνος, Βενεδῖμος; ум. 251) — священномученики древней Церкви, пострадавшие при древнеримском императоре Деции Траяне (249—251).
Пострадали за Христа в Афинах. Там они проповедовали язычникам о Христе и убеждали их оставить поклонение бесчувственным идолам. Избранники Божии были преданы суду вместе со своими учениками, принявшими истинную веру.
После многих истязаний все они были брошены в разожжённую печь, в которой и предали свои души Богу.
Память — 31 мая (18 мая по старому стилю).